# Charlotte Quensel
Charlotte Quensel (1961) é uma política sueca do partido dos Democratas Suecos e membro do Riksdag.
Quensel é membro do Riksdag desde 2018 e ocupa o assento n.º 303 pelo distrito eleitoral do Condado de Västra Götaland. Ela faz parte dos Comités de Finanças e da UE. Na sua função no Comité de Finanças, Quensel desempenhou um papel no apelo por mudanças nas leis sobre aquisições do sector público, em resposta a relatórios de agências governamentais suecas que trabalham com empresas na lista negra do Banco Mundial.